# Бєляни
Беля́ни (пол. Bielany) — район (дільниця) Варшави, що знаходиться на північному заході міста на лівому березі Вісли. Площа дільниці становить 32,33 км2. Є однією з найбільших дільниць Варшави за кількістю населення. Відрізняється значними площами лісів та інших зелених насаджень, серед яких найбільшим є Белянський ліс (пол. Las Bielański), що має також статус ландшафтного заповідника. Загалом зелені насадження займають 28% території дільниці Беляни.
Межує з дільницями Бялоленка (адміністративна межа проходить по р. Вісла), Жолібож, Бемово та Прага-Пулноц (частково).

## Історія

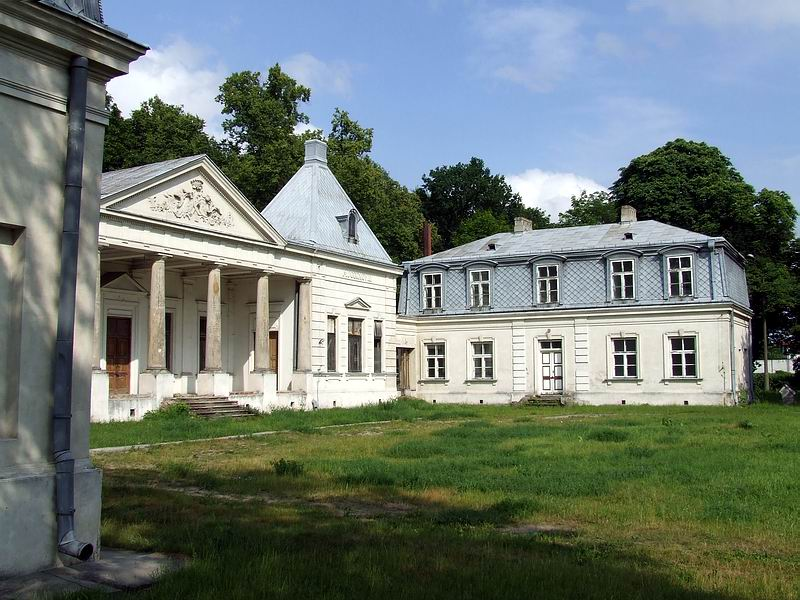
Палац Брюля на Млочінах

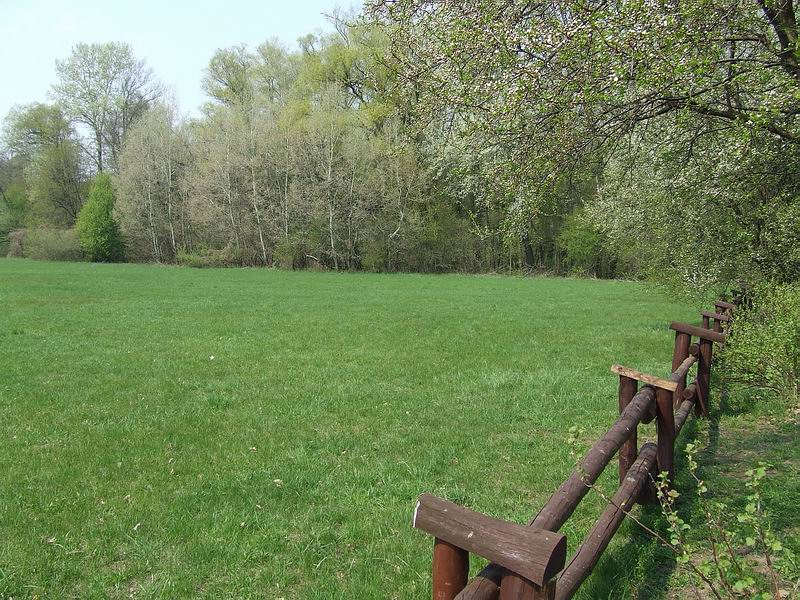
Млочінський парк навесні

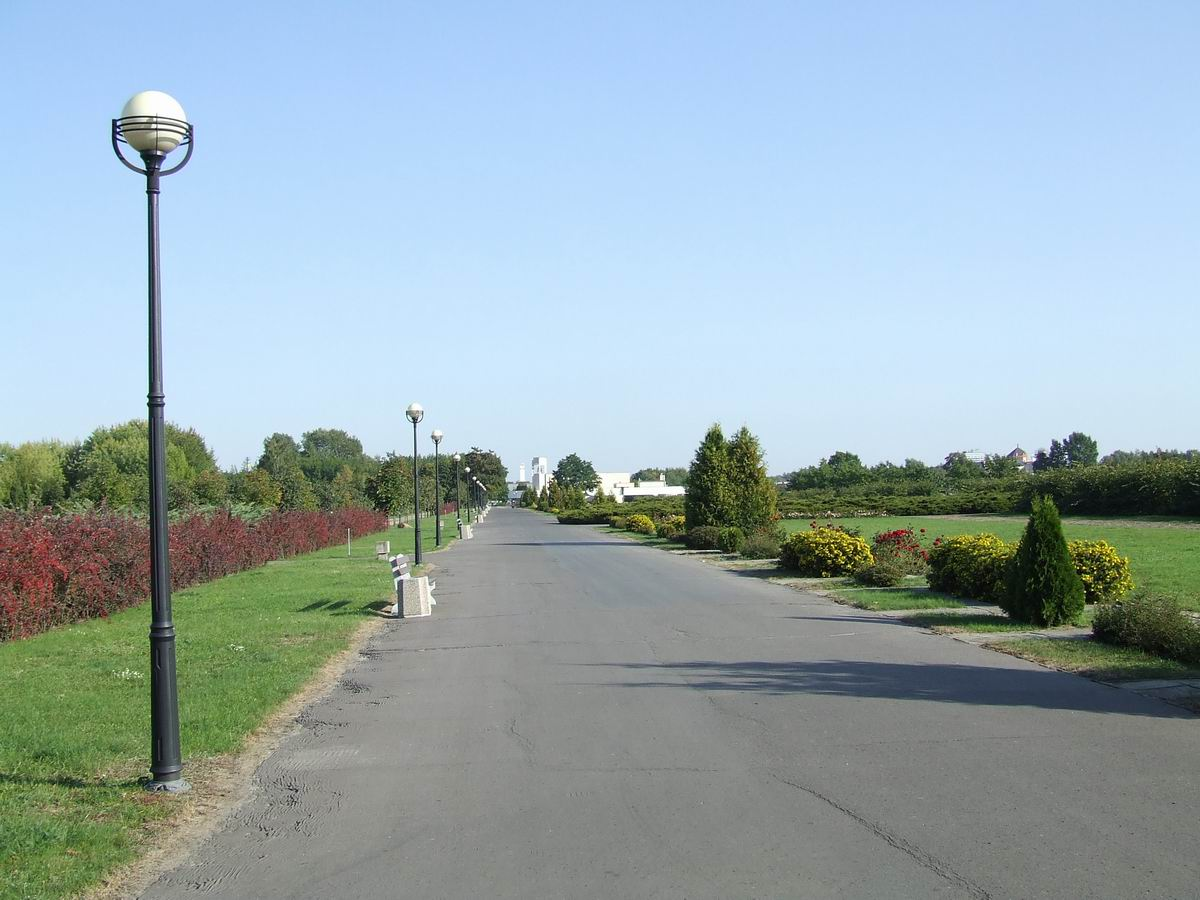
Комунальний цвинтар на Вульці Веньґльовій

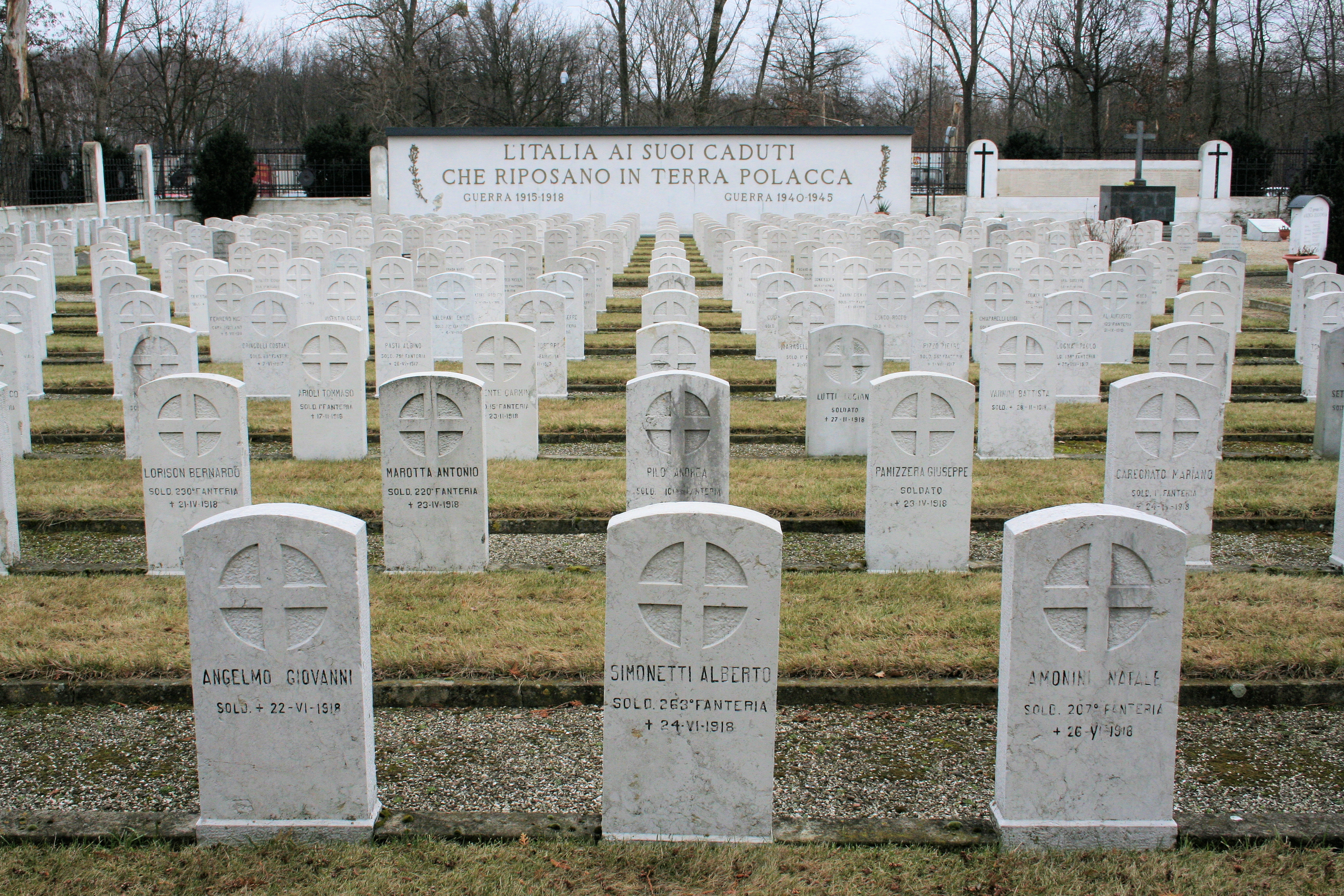
Цвинтар італійських солдатів

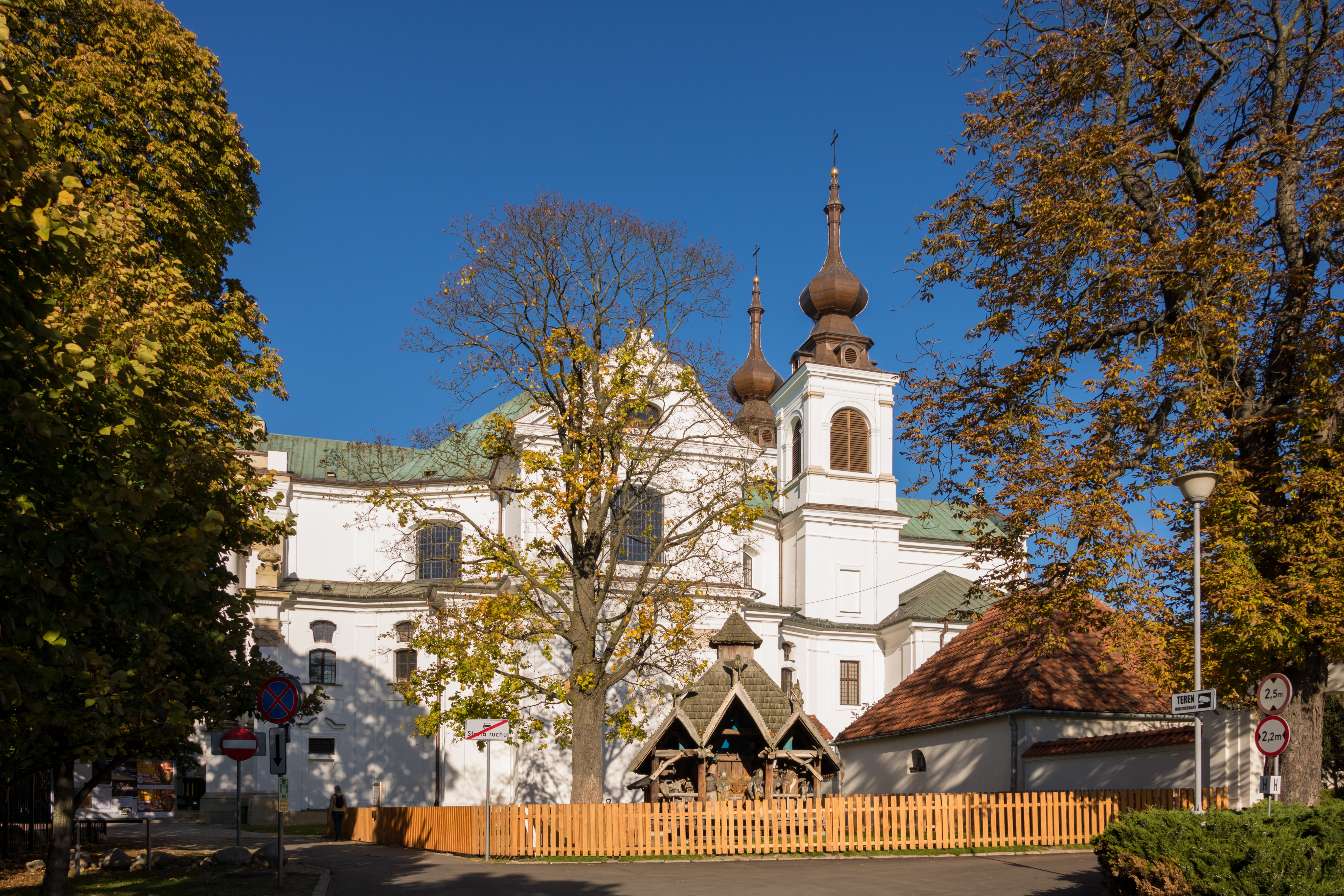
Ансамбль монастиря камальдулів у Белянах

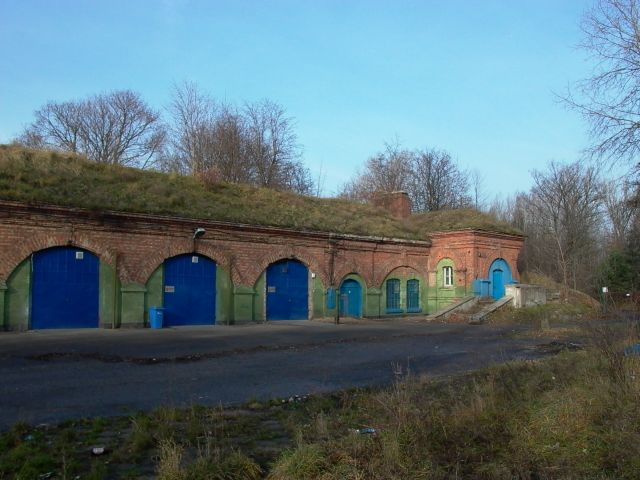
Казарми форту Вавжишев

Перші мешканці на території сучасних Белян з'явилися в епоху кам'яної та бронзової доби — про це свідчать артефакти, знайдені на території Вульки Веньґльової (пол. Wólka Węglowa) та Пляцувки (пол. Placówka). 
В епоху Середньовіччя територія дільниці була повністю вкрита лісами, що відносилися до Мазовецької пущі (пол. Puszcza Mazowiecka). По території Белян також протікала значна кількість струмків та ріка Рудавка (пол. Rudawka). У XVI столітті у тутешніх лісах для польських королів були обладнані місця для полювання.
У XIII — XV століттях відбувалося активне освоєння території Мазовецької пущі, чому сприяло розташування Старої та Нової Варшави.
У XVIII столітті більша частина лісів була знищена, невеликий масив старої пущі залишився біля Полькової Гури (пол. Polkowa Góra). В цілому ж ландшафт Белян зазнав кардинальних змін. З'явилися луки та пасовища. Більша частина звільнених ґрунтів була непридатною для ведення сільського господарства.
У 1639 королем Владиславом IV на Польковій Гурі була заснована пустинь, яка отримала назву Беляни через білий колір форми (хабіту) її служителів. Від цієї пустині й походить сучасна назва дільниці. 
З XIX століття у Белянах почала активно розвиватися дорожня мережа. 
У 1916, через рік після зайняття російськими військами, частина Белян була включена до складу Варшави. До столиці Польщі були приєднані Каскада (пол. Kaskada), Слодовєц (пол. Słodowiec), Буракув (пол. Buraków) та Пяски (пол. Piaski). У 1918 було складено загальний, а у 1925 — детальний план новоприєднаних територій. 
Протягом наступних років за проектом 1898 року була побудована радіально-концентрична мережа вулиць та площ. 
Тривалий час на території Белян домінував приватний сектор з одноповерховими будинками. Незадовго до початку Другої світової війни була зведена значна кількість багатоповерхових будинків з каменю — кам'яниць (пол. kamienica). Протягом 1920—30-х років були побудовані також недорогі будинки, розраховані на одну родину, великий спортивний комплекс Центрального інституту фізичного виховання (пол. Centralny Instytut Wychowania Fizycznego), притулок для сиріт, ряд міських шкіл та жіноча гімназія товариства кравців «Наука і праця».
У 1930 до Варшави було приєднано ряд територій Белян до вулиці Реймонта, які були частково забудовані ще до приєднання.
21 вересня 1939 між Млочінами (пол. Młociny) та селом Пляцувка відбувся бій між 30-м стрілецьким полком майора Станіслава Камінського та німецькими військами, наслідком якого стало затримання просування ворога вглиб території Варшави ціною втрати половини особового складу полку, включаючи командира, та підсилення оборони польської столиці підрозділами армій «Познань» і «Помор'я». Під час Варшавського повстання у північній частині сучасної території Белян діяла група Армії Крайової «Кампінос» (пол. Kampinos). Після придушення повстання відбулося примусове виселення всіх жителів варшавських Белян, яке, однак, не стосувалося жителів сусідніх Белян, які на той час не входили до складу польської столиці. На відміну від інших варшавських дільниць, Беляни не зазнали суттєвих руйнувань — переважна більшість будівель вціліла.
У 1951 до Белян було приєднано Вавжишев (пол. Wawrzyszew), Хомічувку (пол. Chomiczówka), Радьово (пол. Radiowo), Вульку Веньґльову, Пляцувку та Млочіни; з цього ж року територія Белян почала масово забудовуватися. У деяких випадках (як із мікрорайоном Вавжишев) це призводило до негативних змін в історичному ландшафті Белян (історична забудова Вавжишева була повністю знищена). Починаючи з 1990 польські архітектори й проектувальники повернулися до традиційних форм забудови.
З 1951 по 1994 Беляни адміністративно належали до дільниці Жолібож (пол. Żoliborz); з 16 червня 1994 по грудень 2002 були окремою ґміною. Нині має статус дільниці.

## Природа
Значну частину території Белян займають зелені насадження — 28% від усієї території дільниці. Через таку велику кількість зелені Беляни називають «зеленими легенями» Варшави. 
Серед лісових масивів найбільшим є Белянський ліс, який на сьогоднішній день має статус заповідника та, крім цього, є туристичним об'єктом. Відрізняється багатою флорою (майже півтисячі видів рослин та більше тридцяти видів дерев) і фауною (десятки видів ссавців і птахів). Ліс цікавий також тим, що є частиною Мазовецької пущі, яка збереглася до наших днів.
Значну площу займають також Млочінський ліс і парк, що має таку саму назву, та ліс Бемово (пол. Las Bemowo). Природно-ландшафтний ансамбль «Ольшина» (пол. Zespół Przyrodniczo-Krajobrazowy «Olszyna») займає набагато меншу площу, ніж попередні зелені масиви. Інші цікаві з точки зору ландшафту та рекреації зелені масиви — ліс Лінде (пол. Las Lindego), парк Кемпа Потоцька (пол. Park Kępa Potocka) та парк «Стави Келлера» (пол. Park Stawy Kellera).

## Населення
Станом на січень 2024 на території Белян проживає 131 420 осіб. За кількістю населення посідає п'яте місце серед варшавських дільниць. 60% мешканців — особи працездатного віку, 20% — віку, молодшого за працездатний.

## По́діл
Беляни діляться на 14 районів:
- Млоціни
- Вулька Веньґльова
- Радійово
- Пляцувка
- Гута
- Хомічувка
- Вавжишев
- Вжеціоно (пол. Wrzeciono)
- Лясек Беланський
- Старе Белани
- Пяски
- Слодовєц
- Маримонт Каскада
- Маримонт Руда

## Туристичні об'єкти
- Белянський ліс
- Ансамбль будівель монастиря камальдулів у Белянах — розташований на Польковій Гурі, поруч знаходиться оглядальний майданчик, з якого відкривається вид на Віслу, та могила Станіслава Сташиця
- Цвинтар італійських солдатів
- Форт I «Беляни» (залишки) та Форт II «Вавжишев» — частини Варшавської фортеці другої половини XIX століття
- Палац Брюля на Млочінах

## Освіта і наука

### Вищі навчальні заклади
- Академія фізичного виховання Юзефа Пілсудського у Варшаві
- Папський теологічний факультет
- Університет кардинала Стефана Вишинського
- Медичний центр післядипломної освіти
- Вища школа туризму та відпочинку

### Інститути
- Інститут технології електронних матеріалів
- Інститут метеорології та водного господарства
- Інститут спорту
- Інститут фізіології та патології слуху

### Інше
- Загін польського гарцерства Варшава—Жолібож

## Культура та мистецтво
- Белянський осередок культури (вул. Гольдоні, 1)
- Філія Белянського центра культури (вул. Естради, 112)
- Центр культури «Добре місце» (вул. Девайтіс, 3)
- Камальдульське підземелля (вул. Девайтіс, 3)